# Mario Bertolazzi
Mario Bertolazzi (Bologna, 10 ottobre 1918 – Roma, 8 ottobre 1986) è stato un direttore d'orchestra, compositore e autore italiano.
A volte si è firmato usando lo pseudonimo Colt J J.

## Biografia
Nasce a Bologna il 10 ottobre del 1918 e vive a Trieste fino al 1938. Pianista autodidatta, a sei anni suona al pianoforte tutto quello che sente. Col crescere diventa concertista senza conoscere la musica scritta. Diplomato poi al Conservatorio di musica Rossini di Bologna, dopo 6 mesi di studio, in composizione, con il massimo dei voti.
Nel periodo degli studi si appassiona al jazz, in particolare al trombettista Bix Beiderbecke, frequentando gli spettacoli anche a Milano e conoscendo così, tramite il suo concittadino Gian Carlo Testoni, il Circolo del Jazz Hot di Milano; ottiene poi un contratto discografico con La Voce del Padrone e pubblica nel 1938 i primi 78 giri strumentali, con brani quali Sera, Tiger Rag, Ciribiribin e Sogno d'Amore.
Collabora come compositore e direttore d'orchestra alle riviste goliardiche del GUF di Bologna con: Ugo, La presa di Bologna e Rompete le righe da cui escono canzoni come Con te in un bar e Una pallida stella (poi reincisa da Vittorio Paltrinieri con l'orchestra di Zuccheri alla Fonit.
Nel 1946 forma una sua orchestra jazz, costituita tutta da musicisti bolognesi: Corrado Bezzi alla tromba, Sergio Nardi alla chitarra, Cesare Bergonzi al clarinetto e al sax tenore, Filippo Francesconi al contrabbasso e Vincenzo Greci alla batteria; con questa orchestra Bertolazzi incide alcuni 78 giri per la Odeon.
Negli anni '50 si avvicina alla musica leggera, ed è spesso direttore d'orchestra, oltreché autore e compositore di spettacoli televisivi, tra cui ricordiamo La Belle Epoque (regia di Eros Macchi, 6 puntate dal 23 marzo 1957 al 4 aprile 1957) e soprattutto Un due tre, con Raimondo Vianello ed Ugo Tognazzi, e radiofonici, come Solo contro tutti (scritto da Dino Verde e Garinei & Giovannini, del 1959).
Si dedica anche all'attività di talent scout, scoprendo tra gli altri Giuseppe Negroni.
Bertolazzi fu molto attento alle novità d'oltreoceano, e con l'arrivo in Italia del rock 'n' roll si dedica anche a questo tipo di musica, scrivendo per Brunetta Teddy Rock, su testo di Pinchi; nel 1960 scrive un blues su testo di Umberto Simonetta, Dormi piccino, che viene inciso da Giorgio Gaber ed Enzo Jannacci.

Il disco di Sergio Endrigo inciso con lo pseudonimo "Notarnicola" nel 1959 per le edizioni Ariston

Come arrangiatore ha lavorato per molte etichette, tra cui la Cinevox e l'Ariston; ha arrangiato tra gli altri uno dei primi dischi incisi da Sergio Endrigo con lo pseudonimo Notarnicola, una versione di Arrivederci di Umberto Bindi riarrangiata appunto dal maestro Bertolazzi.
Negli anni '60 ha collaborato spesso con Marcello Marchesi, per cui ha composto alcune musiche, oltre che curare l'orchestra in alcuni spettacoli televisivi del comico, come Il signore di mezza età.
Nella stagione 1964-1965 ha curato la direzione orchestrale della commedia musicale di Michele Galdieri I trionfi, di cui è stato anche autore delle musiche (cantate nello spettacolo da Miranda Martino, Carlo Dapporto, Gianni Musy e Maurizio Merli).
Nel 1971 ha collaborato con il Quartetto Cetra, componendo tutte le musiche e dirigendo l'orchestra nella trasmissione televisiva Stasera sì.
Si è anche dedicato, nel corso della sua carriera, alla composizione di colonne sonore.

## Canzoni scritte da Mario Bertolazzi
| Anno | Titolo                          | Autori del testo                    | Autori della musica                        | Interpreti                |
| ---- | ------------------------------- | ----------------------------------- | ------------------------------------------ | ------------------------- |
| 1952 | Valentino                       | Alberto Testa                       | Mario Bertolazzi                           | Quartetto Radar           |
| 1959 | Teddy rock                      | Pinchi                              | Mario Bertolazzi                           | Brunetta                  |
| 1960 | Dormi piccino                   | Umberto Simonetta                   | Mario Bertolazzi                           | I Due Corsari             |
| 1960 | Ninna nanna al figlio del ladro | Umberto Simonetta                   | Mario Bertolazzi                           | Maria Monti, Lucio Flauto |
| 1963 | Il primo whisky                 | Marcello Marchesi e Luciano Beretta | Mario Bertolazzi                           | Gianni Morandi            |
| 1963 | Che me ne faccio del latino     | Marcello Marchesi e Luciano Beretta | Mario Bertolazzi                           | Gianni Morandi            |
| 1963 | Che bell'età                    | Marcello Marchesi e Luciano Beretta | Mario Bertolazzi                           | Marcello Marchesi         |
| 1963 | Ah! Se avessi vent'anni di meno | Marcello Marchesi e Luciano Beretta | Mario Bertolazzi                           | Marcello Marchesi         |
| 1963 | Bella tardona                   | Marcello Marchesi e Luciano Beretta | Mario Bertolazzi                           | Marcello Marchesi         |
| 1963 | Vorrei essere te                | Marcello Marchesi                   | Mario Bertolazzi                           | Neria Nanni               |
| 1963 | Sono vivo                       | Marcello Marchesi e Luciano Beretta | Mario Bertolazzi                           | Marcello Marchesi         |
| 1963 | L'età del jazz                  | Marcello Marchesi                   | Mario Bertolazzi                           | Marcello Marchesi         |
| 1963 | Però, però, peccato             | Marcello Marchesi                   | Mario Bertolazzi                           | Marcello Marchesi         |
| 1971 | Stasera sì                      | Leo Chiosso e Gustavo Palazio       | Mario Bertolazzi e Antonio Virgilio Savona | Quartetto Cetra           |
| 1971 | T'ho vista su una moto          | Leo Chiosso e Gustavo Palazio       | Mario Bertolazzi e Antonio Virgilio Savona | Quartetto Cetra           |
| 1971 | Quando lei                      | Leo Chiosso e Gustavo Palazio       | Mario Bertolazzi e Antonio Virgilio Savona | Quartetto Cetra           |
| 1971 | Chissà come farà                | Leo Chiosso e Gustavo Palazio       | Mario Bertolazzi e Antonio Virgilio Savona | Quartetto Cetra           |

## Discografia parziale

### Album
- 1960: Mario Bertolazzi e i suoi Rockers (Poker Record, PR 339; con il Quartetto "5 B", cantano Gianfranco Longo, Vittoria Mongardi, Bomby; LATO A: Uno a me, uno a te (Les enfants du Pirée), Too Much Tequila, Serenata ad un angelo, Chou Chou; LATO B: Ay Mulata, Morgen, Ué ué che femmena, Una zebra a pois)
- 1960: Mario Bertolazzi e i suoi Rockers (Poker Record, PR 340; con il Quartetto "5 B", cantano Gianfranco Longo, Marina Verry, Bomby; LATO A: Ciao baby ciao, Bevo, Signorina, Scandalo al sole; LATO B: Forse forse forse più, Nessuno al mondo, Barattolo, La barca dei sogni)
- 1960: Mario Bertolazzi e i suoi Rockers (Poker Record, PR 341; con il Quartetto "5 B", cantano Gianfranco Longo, Mirella Bini, Bomby, Marina Verry; LATO A: Ciao baby ciao, Bevo, Signorina, Scandalo al sole; LATO B: Forse forse forse più, Nessuno al mondo, Il barattolo, La barca dei sogni)
- 1963: La gioia (CAM, CMS 30-091)
- 1973: Mario Bertolazzi e Franco Chiari al sint (Picci, GLA 2012; con Franco Chiari)

### Singoli
- 1957: Il ragazzo sul delfino/My Prayer (La voce del padrone, HN 3827)

## Colonne sonore
- Decamerone '300, regia di Renato Savino (1972)
- Beffe, licenzie et amori del Decamerone segreto, regia di Giuseppe Vari (1972)
- Fratello homo sorella bona, regia di Mario Sequi (1972)
- Terza ipotesi su un caso di perfetta strategia criminale, regia di Giuseppe Vari (1972)
- La padrina, regia di Giuseppe Vari (1973)
- Studio legale per una rapina, regia di Tanio Boccia (1973)
- Il baco da seta, regia di Mario Sequi (1974)
- Un certo Marconi, regia di Sandro Bolchi (1974)

## Varietà televisivi
- Invito al sorriso (1954), regia di Mario Landi
- Il ventaglio (1954), regia di Carlo Ludovici
- Quarta dimensione (1954), regia di Mario Landi
- Lui e lei (1956), regia di Vito Molinari
- La Bella Epoque (1957), regia di Eros Macchi, con Nino Besozzi, Elena Giusti, Carlo Campanini (testi di Angelo Frattini, Italo Terzoli, Orio Vergani), orchestra diretta da Mario Bertolazzi, in sei puntate, dal 23 marzo al 4 aprile.
- Via del successo (1958), regia di Vito Molinari
- Noi e loro (1958), regia di Vito Molinari
- Valentina (Una ragazza che ha fretta) (1958), regia di Vito Molinari - sceneggiato
- Uno due tre (1959), regia di Vito Molinari
- Controcanale (1960-1961), regia di Vito Molinari
- L'impareggiabile Arturo (1961), regia di Romolo Siena
- L'amico del giaguaro (1961), regia di Vito Molinari
- Il signore di mezza età (1963), regia di Gianfranco Bettetini, con M. Marchesi
- Imputato alzatevi, con D. Scala, N. Taranto, W. Chiari, E. Giusti, U. Tognazzi, R. Vianello[manca anno e regia, cfr. omonima edizione tv (1967), regia Lino Procacci, con Erminio Macario]
- Jolly (1970-1971), regia di Carla Ragionieri
- Teatro 11 (1972), regia di Enzo Trapani
- L'occasione (1973), regia di Stefano De Stefani
- 73, ma non li dimostra (1973), regia di Stefano De Stefani
- Valentina, una ragazza che ha fretta (1975), regia di Vito Molinari - commedia musicale
- Macario uno e due (1975), regia di Vito Molinari
- Tarantinella (1977), regia di Romolo Siena
- La paga del sabato (1977), regia di Sandro Bolchi
- Macario più (1978), regia di Vito Molinari
- Macario, storia di un comico n. 2 (1983), regia di Vito Molinari